# Merja Wirkkala
Merja Helena Wirkkala-Vapaavuori, född 7 oktober 1954 i Kaustby, är en finländsk operasångerska (sopran). 
Wirkkala verkar sedan 1981 som solist vid Finlands nationalopera. Hon har en slank och lyrisk stämma, som passar utmärkt för framförallt roller i verk av Wolfgang Amadeus Mozart. Hon har också gjort bland annat italienska och franska roller samt roller i inhemska operor. Han har även haft internationella engagemang. 